# Pagt (Bibelen)
 For alternative betydninger, se Pagt. (Se også artikler, som begynder med Pagt)
Pagt (heb. בְּרִית bĕrîth) eller testamente er et af de vigtigste begreber til forståelse af Israels retsopfattelse og dets gudsforhold i jødisk og kristen teologi. Ordet testamente, der i kristendommen bruges om bibelens to hovedinddelinger, er indlånt af det latinske testāmentum, der som det tilsvarende græske (διαθήκη diathékē), har grundbetydningen "pagt" (der i sig selv kommer af det latinske synonym pactum "aftale" eller "overensskomst"). 
Ordet pagt bruges i den hebræiske bibel om en højtidelig overenskomst, hvor to parter gensidigt indgår en række forpligtelser over for hinanden. Enhver pagt laves for at etablere et venskabeligt forhold mellem parter – enten ved at indstifte et nyt forhold eller ved at give et allerede eksisterende forhold en etisk, sakral og retslig binding. Oftest knyttes der også et pagtstegn til, der skal synliggøre/vidne om det løfte, der er givet. Pagtsbegrebet bruges til tider også om forhold, hvor kun den ene part påtager sig forpligtelser, dvs. en betingelsesløs pagt, hvor den ene part lover at overholde pagten uden at stille krav til den anden parts handlen.

## Pagter mellem mennesker i Det Gamle Testamente
Det gamle testamente nævner en række pagter mellem mennesker: 
- Abraham og Abimelek (1 Mos 21,22-34) – Pagtsvilkår: Løfte at Abraham ikke ville bedrage, men vise troskab – Pagtstegn: Syv lam
- Isak og Abimelek (1 Mos 26,28-31) – Pagtsvilkår: Ikke at gøre hinanden fortræd
- Jakob og Laban slutter pagt (1 Mos 31,44-54) – Pagtsvilkår: Jakob skulle behandle sine koner (Labans døtre) ordentlig, og de ville ikke drage mod hinanden med fjendtlig hensigt – Pagtstegn: Stendynge og stenstøtte.
- Israelitterne (Josva) og gibeonitterne (Jos 9,15) – Pagtsvilkår: Løfte om fred
- Josva og israelitterne (Jos 24,25-27) – Pagtsvilkår: Løfte om at dyrke Gud og ikke fornægte ham – Pagtstegn: Stor sten rejst under eg
- David og Jonathan (1 Sam 18,3; 20,16; 23,18) – Pagtsvilkår: David skulle vise trofasthed mod Jonathans hus
- Sidkija og alle i Jerusalem (Jer 34,8-22) – Pagtsvilkår: – Frigivelse af alle hebraiske slaver – Pagtstegn: Parterne skulle gå frem mellem overskårne dyr, som et tegn på at det samme ville ske med dem hvis de brød pagten – det gængse pagtstegn i gammeltestamentlig tid.

## Pagt mellem Gud og mennesker i Det Gamle Testamente
Hele Bibelen er bygget op omkring pagter Gud sluttede med mennesker og hvordan disse senere blev opfyldt eller overtrådt.

### Pagten med Noa
Gud sluttede denne pagt med Noa (8,20 – 9,17), efter at han ved syndfloden havde udryddet alt levende på jorden, på nær Noa, hans familie og de dyr der var i arken. Pagtsvilkåret var at Gud:
aldrig mere vil forbande jorden på grund af menneskene, som kun vil det onde fra ungdommen af. Jeg [Gud] vil aldrig mere udrydde alt levende, sådan som jeg nu har gort. Så længe jorden står, skal såtid og høsttid, kulde og varme, sommmer og vinter, dag og nat ikke ophøre (1 Mos 8, 21-22):
Denne pagt var en af de betingelsesløse, hvor kun den ene part – Gud – sluttede en pagt med de mennesker, der kun vil det onde om ikke at udrydde og forbande jorden. Pagtstegnet: Regnbuen

### Pagten med Abraham
Pagten med Abraham (1 Mos 15,1-21; 17,1-27) er helt grundlæggende for Israels syn på sig selv: De pagtsvilkår, som Gud lover Abraham, er at:
- Abrahams eget kød og blod skulle arve ham. (1 Mos 15,4)
- Abraham skulle blive far til mange folkeslag, og at konger skulle nedstamme fra ham (1 Mos 17,5)
- Sara skulle blive til mange folkeslag og konger skulle nedstamme fra hende (1 Mos 17,16)
- Abrahams efterkommere skulle blive så talrige som himlens stjerne og havets sand (1 Mos 15,5)
- Abrahams efterkommere vil få Kanaans land i eje (1 Mos 15,18)
- Pagten handler om Isak ikke Ismael selvom også han skulle blive stor (1 Mos 1719-20)

Også i denne pagt er det kun den ene part – Gud – der forpligter sig. Pagten er som sådan betingelsesløst fra Abrahams side. To forskellige pagtstegn bliver knyttet til denne pagt:
- Gud går frem mellem overskårne dyr, som et tegn på at det samme ville ske med Gud, hvis han brød pagten (1 Mos 15,17)
- Omskærelsen var et tegn på kroppen om den pagt Gud havde givet Abraham og hans slægtsled. Den, der undlod at omskære sig havde brudt pagten. (1 Mos 17,10-14)

### Pagten på Sinai
Pagten på Sinaibjerget var den pagt, som Gud sluttede i ørkenen med det israelittiske folk (Abrahams efterkommere), efter at han havde befriet dem ud af Egypten. Gud ville at de skulle: 
være min [hans] ejendomsfolk, ene af alle folkene ... et kongerige af præster og et helligt folk for mig (2 Mos 19, 5-6)
Denne pagt knyttede sig dog betingelser til også fra israelitterne side:
Hvis I adlyder mig og holder min pagt
Derfor må Moses i Anden Mosebog 24 lave et alter, og skrev alle Herrens ord ned, og læste pagtsbogen (hvor bl.a. de ti bud sandsynligvis stod) op for folket. Folket svarede derefter:
Vi vil adlyde Herren og gøre alt, hvad han befaler
Pagtstegnet: Blodet som bliver stænket på folket. Moses siger i forbindelsen med pagtslutningen:
Dette er pagtens blod, den pagt, Herren har sluttet med jer på grundlag af alle disse ord.

### Den nye pagt
Omkring Jerusalems fald, hvor Jeremias forkyndte, at Israel havde svigtet sin del af pagten, og at Gud nu ville forvise dem fra landet og føre dem til Babylon (hvilket skete i år 587 f.v.t), begyndte Jeremias at forkynde om en ny pagt:
en pagt, der ikke er som den, jeg [Gud] sluttede med deres fædre [pagten på Sinai], den dag jeg tog dem ved hånden og førte dem ud af Egypten. De brød min pagt ...
Men sådan er den pagt, jeg vil slutte med Israels hus, når de dage kommer, siger Herren: Jeg lægger min lov i deres indre og skriver den i deres hjerte. Jeg vil være deres Gud, og de skal være mit folk ... Jeg tilgiver deres skyld og husker ikke længere på deres synd. (Jeremias' Bog 31,32-34)
Denne pagt tales der også om i andre profetbøger (fx Es 42, 6; 61,8. Ez 16,61-62; 37,26).

## Den nye pagt ifølge kristendommen
Ved at anvende betegnelsen "Det Nye Testamente" ("den nye pagt") om de skrifter, der fortæller om Jesu liv og gerninger tilkendegiver den kristne tradition altså, at man betragter dette som indstiftelsen af den nye pagt, som profeterne havde omtalt. Særligt Hebræerbrevet behandler dette emne indgående i kapitel 8 og 9, hvor det bl.a. hedder, at: 
Jesus er blevet garant for en bedre pagt (Hebr 7,22)
Pagtstegnet er i dette tilfælde Jesu blod, som de troende får del i ved nadveren. Det hedder således i Jesu ord ved nadverens indstiftelse:
Dette er mit blod, pagtens blod, som udgydes for mange til syndernes forladelse.
Derfor ser det nytestamentlige verdensbillede Jesus som den, der opretter den nye og bedre pagt mellem Gud og hans folk, og som bringer syndernes forladelse. Forladelsen skete ved Jesu død på korset, hvor Jesus blev det lam som stadfæstede denne nye pagt.